# Odirlei de Souza Gaspar
Odirlei de Souza Gaspar, meglio noto come Gaspar (Itatiba, 18 maggio 1981), è un ex calciatore brasiliano, di ruolo attaccante.

## Palmarès

### Club
- Coppa del Liechtenstein: 4

Vaduz: 2005-2006, 2006-2007, 2007-2008, 2008-2009
- Challenge League: 1

Vaduz: 2007-2008

### Individuale
- Capocannoniere della Challenge League: 1

2007-2008 (31 gol)